# 条叶蕊帽忍冬
条叶蕊帽忍冬（学名：Lonicera pileata var. linearis）为忍冬科忍冬属下的一个变种。

## 扩展阅读
- 維基物種上的相關：条叶蕊帽忍冬